# Canals de l'Urgellet

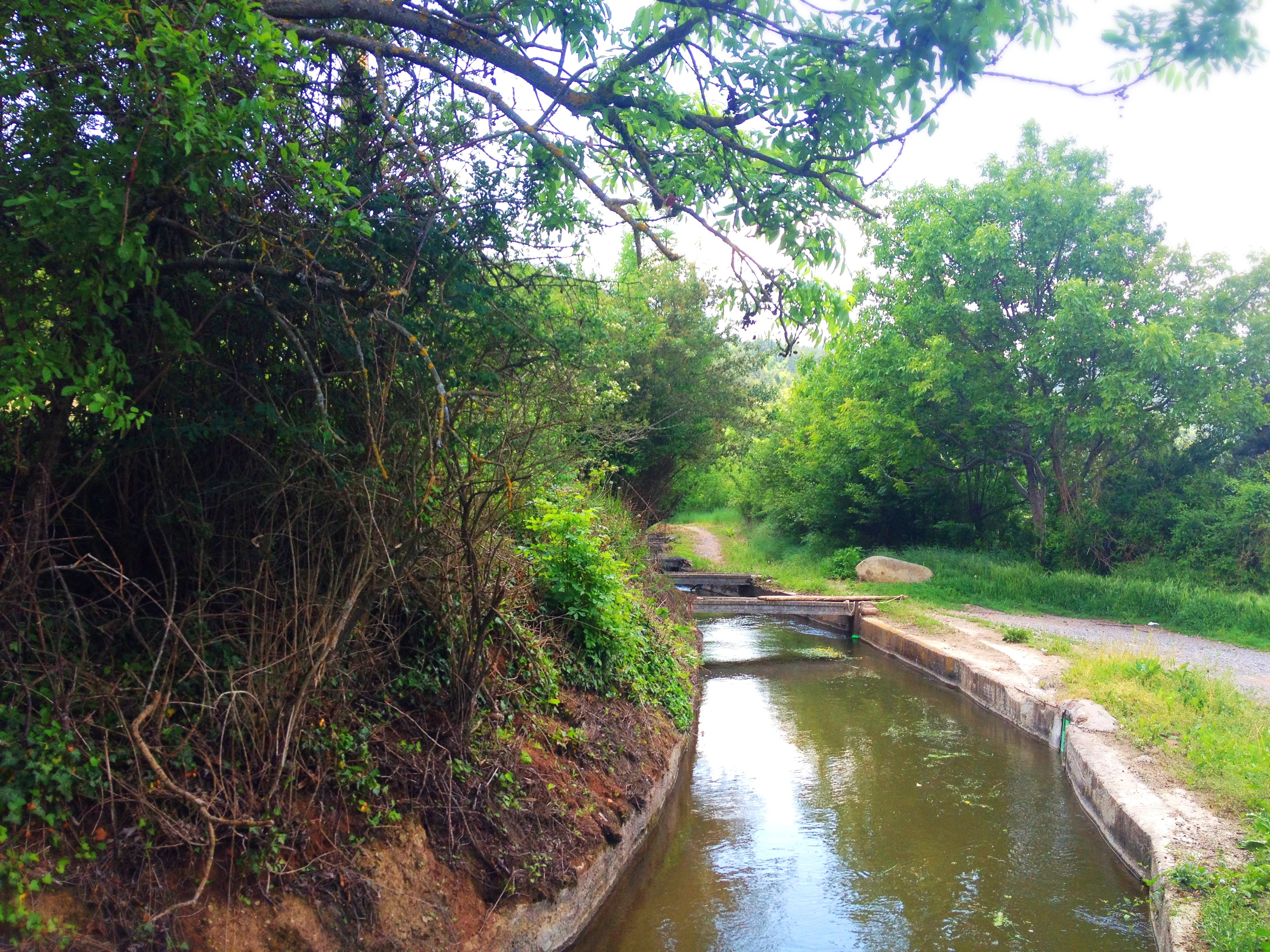
El rec de l'Olla des del camí de la Bastida d'Hortons.

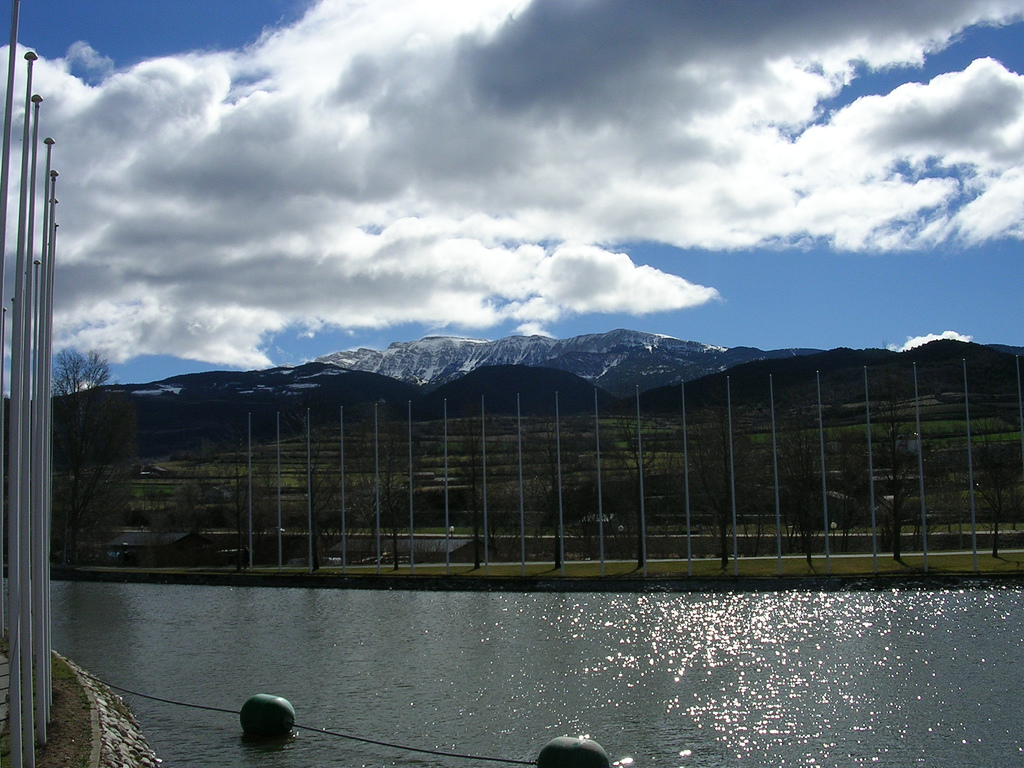
Canal del Segre al Parc Olímpic.

Els canals de l'Urgellet són una sèrie de canals i/o canals de rec independents de les planes de la Seu i de l'Urgellet, els quals alguns destaquen per la seva antiguitat com el de l'Olla i Segalers, el del Pla, el del Salit, i el dels Quatre Pobles. També destaca el canal del Parc Olímpic del Segre per ser l'únic construït per motius esportius.
Altres recs d'importància són el de Sant Pere, el del Molí i el de Leucata. Els canals de regadiu tenen en comú una antiguitat superior als 50 anys, en alguns casos centenaria, per aquesta raó el seu funcionament és pel mecanisme de pendent, tot i que algunes finques han incorporat mecanismes d'impulsió i elevació. La majoria de canals prenen l'aigua del riu Segre, tant a l'esquerra com a la dreta, i alguns del riu Valira.
| Nom                                                           | Riu presa     | Presa                                                | Desembocadura                                                                                             | ha regades |
| ------------------------------------------------------------- | ------------- | ---------------------------------------------------- | --- | ---------- |
| Rec de Sant Pere                                              | Segre (AC)    | 42° 21′ 27″ N, 1° 31′ 07″ E / 42.357543°N,1.518635°E | 42° 21′ 43″ N, 1° 28′ 31″ E / 42.361905°N,1.475380°E                                                      | 24         |
| Rec de Leucata                                                | Segre (SU/AC) | 42° 21′ 26″ N, 1° 29′ 47″ E / 42.357287°N,1.496476°E | 42° 21′ 42″ N, 1° 28′ 31″ E / 42.361599°N,1.475335°E                                                      | 15         |
| Rec de l'Olla i Segalers o Rec d'Arfa                         | Segre (AC)    | 42° 21′ 28″ N, 1° 33′ 20″ E / 42.357645°N,1.555599°E | 42° 19′ 15″ N, 1° 24′ 40″ E / 42.320851°N,1.411132°E                                                      | 1300       |
| Rec del Pla                                                   | Segre (SU)    | 42° 21′ 34″ N, 1° 28′ 42″ E / 42.359307°N,1.478248°E | 42° 18′ 12″ N, 1° 22′ 20″ E / 42.303345°N,1.372099°E                                                      | 220        |
| Rec del Salit                                                 | Segre (AC)    | 42° 21′ 24″ N, 1° 29′ 46″ E / 42.356639°N,1.496142°E | 42° 21′ 21″ N, 1° 28′ 17″ E / 42.355816°N,1.471311°E                                                      | 30         |
| Rec del Molí                                                  | Segre (AC)    | 42° 21′ 26″ N, 1° 31′ 06″ E / 42.357182°N,1.518250°E | 42° 21′ 27″ N, 1° 29′ 15″ E / 42.357451°N,1.487563°E                                                      | 4          |
| Rec dels Quatre Pobles                                        | Valira (VV)   | 42° 23′ 45″ N, 1° 27′ 37″ E / 42.395935°N,1.460240°E | 42° 19′ 18″ N, 1° 22′ 45″ E / 42.321597°N,1.379207°E                                                      | 527        |
| Rec d'Aravell i Bellestar                                     | Valira (VV)   | 42° 22′ 39″ N, 1° 27′ 06″ E / 42.377530°N,1.451636°E | | 450        |
| Rec de Sant Ermengol                                          | Segre (SU)    | 42° 21′ 36″ N, 1° 28′ 42″ E / 42.359949°N,1.478266°E | 42° 21′ 16″ N, 1° 27′ 56″ E / 42.354496°N,1.465417°E 42° 21′ 12″ N, 1° 27′ 40″ E / 42.353307°N,1.461195°E | 8          |
| Rec de la Valira                                              | Valira (SU)   | 42° 21′ 28″ N, 1° 26′ 56″ E / 42.357718°N,1.448905°E | 42° 20′ 41″ N, 1° 26′ 23″ E / 42.344842°N,1.439858°E                                                      | 25         |
| Rec de Santa Llúcia                                           | Valira (VV)   | 42° 22′ 34″ N, 1° 27′ 12″ E / 42.376223°N,1.453458°E | 42° 21′ 47″ N, 1° 28′ 30″ E / 42.363176°N,1.475013°E                                                      | 48         |
| Rec de la Boixadera                                           | Valira (SU)   | 42° 21′ 57″ N, 1° 27′ 11″ E / 42.365875°N,1.453013°E | 42° 20′ 53″ N, 1° 26′ 39″ E / 42.348180°N,1.444066°E                                                      | 63         |
| Canal del Parc Olímpic del Segre                              | Segre (SU)    | 42° 21′ 29″ N, 1° 28′ 21″ E / 42.357973°N,1.472374°E | 42° 21′ 12″ N, 1° 27′ 41″ E / 42.353204°N,1.461449°E                                                      | -          |
| AC: Alàs i Cerc; SU: la Seu d'Urgell; VV: les Valls de Valira |               |                                                      | |            |

## Història
Als mitjans del segle xix destacava la quantitat de terres de regadiu dels municipis de la ribera que va assolir entre el 60 i 70% del terreny de cultiu, gràcies a la construcció d'importants d'obres per l'època com el rec de l'Olla i Segalers i el dels Quatre Pobles. A la resta de municipis estava per sota el 50% i en municipis de l'Alt Urgell que no eren de l'Urgellet se situava per sota del 20%.
En els municipis on es van construir aquests recs es va intensificar la producció i es van augmentar els rendiments. Una de les conseqüències va ser la desaparició del guaret i l'establiment de rotacions entre els cereals i els fesols. A Aravell i Bellestar, on de sempre hi ha hi havia hagut menys regadiu, abundaven les oliveres i els castanyers, i actualment els farratges per a la ramaderia.

## Recs del Segre
Les problemàtiques actuals d'alguns canals del riu Segre és l'existència de períodes de disminució del cabal del riu.

### Rec de Leucata
La captació del rec és a la dreta del riu al llindar entre la Seu d'Urgell i Alàs i Cerc, a uns 600 metres del pont d'Alàs, on hi ha una petita presa amb una captació mitjançant arquetes amb reixa. El seu recorregut és paral·lel al riu i desemboca al torrent de la Morera com el rec de Sant Pere i el de Santa Llúcia. Proporciona aigua a unes 15 hectàrees de pastures de Leucata, concretament a les ubicades a l'esquerra del rec.

### Rec del Molí
La captació del rec està sota el túnel de Torres d'Alàs a l'esquera del riu al municipi d'Alàs i Cerc, on hi ha una petita presa amb una captació mitjançant arquetes amb reixa. El seu recorregut és paral·lel al riu, desemboca al riu a prop del torrent de Formiguera a la partida de Talares. Proporciona aigua a unes 4 ha d'hortes d'Alàs i la Seu, concretament a les ubicades a la dreta del rec.

### Rec de l'Olla i Segalers o Rec d'Arfa
Es va iniciar la construcció d'aquest canal del Segre l'any 1818. La presa del rec és a la captació de la Quera a la Mola d'en Benet, a l'esquera del riu al municipi d'Alàs i Cerc, on hi ha una petita presa amb una captació mitjançant arquetes amb reixa. El seu recorregut és variable al llarg dels municipis d'Alàs, la Seu d'Urgell i Ribera d'Urgellet, en aquest últim desemboca al riu. Proporciona aigua a unes 900 ha de conreus de la Seu, 400 d'Alàs i altres d'Arfa, concretament a les ubicades a la dreta del rec.

### Rec del Pla
El rec del Pla és un rec que s'inicia al pla del Salit i desemboca al Segre després de regar terrenys del Pla de Sant Tirs. La captació del rec és a l'esquerra del riu al municipi de la Seu, a uns 130 metres del torrent de Leucata, on hi ha una petita presa amb una captació mitjançant arquetes amb reixa. El seu recorregut és paral·lel al riu i desemboca al torrent de la Coma. Proporciona aigua a unes 220 ha de conreus de Leucata, concretament a les ubicades a la dreta del rec.

### Rec de Sant Pere
La captació del rec és sota el túnel de Torres d'Alàs a la dreta del riu al municipi d'Alàs i Cerc, on hi ha una petita presa amb una captació mitjançant arquetes amb reixa. El seu recorregut és paral·lel al riu i a la carretera N-260, desemboca al torrent de la Morera a la partida de Talares. Proporciona aigua a unes 24 ha de pastures de Sant Pere, concretament a les ubicades a l'esquerra del rec.

### Rec del Salit
La captació del rec és a l'esquerra del riu al llindar entre la Seu d'Urgell i Alàs i Cerc, a uns 600 metres del pont d'Alàs, on hi ha una petita presa amb una captació mitjançant arquetes amb reixa. El seu recorregut és paral·lel al riu i desemboca al Segre. Proporciona aigua a unes 30 ha d'hortes de la partida del Salit, concretament a les ubicades a la dreta del rec.

### Rec de Sant Ermengol
La captació del rec és a la dreta del riu al municipi de la Seu, a uns 130 metres del torrent de Leucata, on hi ha una petita presa amb una captació mitjançant arquetes amb reixa. El seu recorregut és paral·lel al Canal del Parc Olímpic del Segre per ambdues ribes, ja que es bifurca i desemboca al Segre. Proporciona aigua a unes 8 ha d'hortes de la partida de Sant Ermengol i de l'Illa.

## Recs de la Valira
Als canals de la Valira no es té constància d'una disminució significativa del cabal però hi ha problemàtiques per la qualitat de l'aigua. Segons un informe de la Confederació Hidrogràfica de l'Ebre els mostrejos realitzats detecten la presència constant de "residus d'oli que no reben el tractament adient i també sòlids en suspensió", origen que podria venir d'alguna benzinera. Amb la depuradora d'Andorra propera a la frontera es va millorar però hi continuava havent contaminació.

### Rec d'Aravell i Bellestar
A vegades escrit Canal d'Arabell i Ballestar, i altres variants, és un rec que dona servei a les poblacions de Bellestar i Aravell (municipi de Montferrer i Castellbò), concretament a 450 ha de terreny. Com en el cas del rec de Quatre Pobles, la comunitat de regants del rec és al molí de la Farinera de la Trobada.

### Rec de la Boixadera
També conegut com a Rec del Molí o Rec del Molí de la Boixadera. La captació del rec és a l'esquerra del riu al municipi de la Seu, a prop del Càmping Valira. El seu recorregut és paral·lel inicialment, es bifurca diverses vegades i el ramal principal desemboca a la Valira a la zona d'Ampol. Proporciona aigua a unes 63 ha d'hortes de la partida de l'Horta del Valira de la banda dreta del rec.
El rec del Molí va permetre instal·lar a principis del segle xx la primera dinamo a la Seu per a produir electricitat a través del salt d'aigua al Molí.

### Rec dels Quatre Pobles
El rec dels Quatre Pobles és un rec, també anomenat rec d'Aravell i Bellestar (Montferrer i Castellbò), que pren l'aigua de la Valira, a Cortingles, i desemboca al Segre a la zona del Molí. A diferència de la resta de recs i canals és soterrat.
La comunitat de Regants del Rec dels Quatre Pobles agrupa pagesos d'Anserall, Castellciutat, Montferrer i Castellbò i Adrall (Ribera d'Urgellet), la comunitat també va ser la promotora, i és propietària, de la Farinera de la Trobada que utilitzava l'aigua del rec. A la Farinera hi ha la comunitat de regants del canal, que va deixar els seus usos originals el 1963.
La captació del rec és a la dreta del riu al municipi de les Valls de Valira. És el canal més llarg i es distancia del riu gradualment fins que desemboca al torrent del moliner a la Ribera d'Urgellet. Proporciona aigua a unes 90 ha (a la Seu) de conreus i prats. És l'únic soterrat en tot el recorregut i que té un sistema de bombeig a la captació i un d'auxiliar a l'altura del camí de la llau de Benavarre.
La comunitat de regants va preparar un recurs al Pla Especial de l'Aeroport de la Seu d'Urgell, ja que la seva ampliació afectaria a 1.700 metres del canal principal.

### Rec de Santa Llúcia
La captació del rec és a l'esquerra del riu al municipi de les Valls de Valira, a prop del pont d'Anserall. El seu recorregut és paral·lel al riu i se n'allunya desembocant al torrent de la Morera, tributari del Segre, com els recs de Sant Pere i Leucata. Proporciona aigua a unes 48 ha d'horta, a la banda dreta del rec.

### Rec de la Valira
La captació del rec és a la dreta del riu al municipi de la Seu, a prop del pont de Castellciutat. El seu recorregut és paral·lel al riu i desemboca al rec dels Arenals a Ribera d'Urgellet. Proporciona aigua a unes 25 ha de conreus i prats de Castellciutat, a la banda esquerra del rec.

## Canal del Parc Olímpic del Segre
El canal del Segre és un canal destinat a l'ús esportiu i lúdic i a la generació d'electricitat a les instal·lacions del Parc Olímpic del Segre. La captació del canal és al municipi de la Seu mitjançant unes comportes a la dreta de la riba del riu Segre. Té un cabal màxim de 20 m³/s.